# 馬柴厄斯海戰
馬柴厄斯海戰（英語：Battle of Machias）是美國獨立戰爭波士頓之圍期間的一場軍事衝突，亦是獨立戰爭的第一場海戰。戰事發生於今日緬因州馬柴厄斯縣，當時屬於麻薩諸塞灣殖民地一部分。
波士頓圍城之初，馬柴厄斯並未加入反叛陣營，鎮內的保皇與反叛勢力互相角力。其時波士頓缺乏木材，英國殖民政府透過馬柴厄斯的保皇中間人，試圖與該鎮進行木材交易。英軍派出一艘皇家英國海軍軍艦支援，以武力脅迫，結果適得其反。馬柴厄斯的中間派聯同反叛民兵，奪取保皇中間人的一艘帆船，再追擊英國海軍軍艦，最終俘獲英艦。海戰後馬柴厄斯鎮恐於遭英軍報復，而投靠麻薩諸塞叛軍，其軍艦最終構成麻薩諸塞海軍的骨幹，使英軍在整場獨立戰爭飽受困擾。

## 背景
列星頓和康科德戰役後，民兵開始包圍波士頓，使波士頓面臨物資短缺。5月25日，第五代豪子爵威廉·豪、克林頓及伯戈因（John Burgoyne）三人的援軍抵達波士頓，麻薩諸塞灣殖民地總督托馬士·蓋奇（Thomas Gage）急需木材，以建造更多軍營。然而波士頓的陸路交通已經中斷，蓋奇只能向其他海港市鎮招手。
馬柴厄斯位於殖民地的東北邊緣（今緬因州），而且盛產木材，且尚未加入叛軍，自然成為蓋奇的貿易對象。除此以外，英軍在2月曾有哈利法克斯號雙桅縱帆船被反叛者蓄意誤導，於馬柴厄斯海灣擱淺，艦上的火炮尚未移除。故此，貿易之行還可順道移走艦上武器，以免落入民兵手中。
波士頓海軍司令塞繆爾·格雷夫斯（Samuel Graves），最終授權波士頓一名馬柴厄斯保皇商人鐘斯（Ichabod Jones），用其兩艘商船團結號（Unity）及波利號（Polly）運載豬肉及麪粉，與馬柴厄斯交換木材。格雷夫斯派出詹姆士·摩爾（James Moore）指揮瑪嘉烈號護航，隨時以武力迫使馬柴厄斯貿易。

## 貿易爭執與11日衝突
6月2日，鐘斯的兩艘商船率先抵達馬柴厄斯，而瑪嘉烈號則因回收哈利法克斯號火炮而有所延誤。不過，馬柴厄斯的商人拒絕出售木材到波士頓，而市鎮居民也在6日投票，否決木材貿易。結果，鐘斯向摩爾求援，而摩爾則將瑪嘉烈號駛入射程範圍，脅迫馬柴厄斯。結果馬柴厄斯市鎮舉行第二次投票，終於同意向波士頓出售木材，而團結號也進入碼頭卸貨。
不過，鐘斯此時卻宣佈不會與投反對票的商人貿易，引起反對者不滿。結果商人與民兵領袖班傑明·福斯特（Benjamin Foster）合謀，糾合馬柴厄斯鎮外的叛逆民兵，在6月11日於教堂捕囚鐘斯。但鐘斯在11日及時察覺，而逃入森林。另一批民兵則強行登上團結號，移除艦上補給及所有帆布。最後一批民兵則趕到瑪嘉烈號停泊處，要求對方投降。摩爾雖然以開炮威脅，但瑪嘉烈號只有數門1磅炮，火力極為有限。部分民兵此時划船出海，試圖將波利號俘虜入港，結果錯誤使其擱淺。瑪嘉烈號嘗試拯救波利號不果，還遭到民兵開槍射擊，只好揚帆到安全水域下錨停泊，預備離開。

## 12日海戰
6月12日，民兵兵分兩路，一隊人前往東馬柴厄斯，徵用了法爾茅斯運輸號（Falmouth Packet）；另一隊人則重新裝設團結號，兩艘武裝商船趕往追擊瑪嘉烈號。由於瑪嘉烈號的主桅杆及帆布因強風損毀，而要到東面的霍姆斯灣（Holmes Bay）維修。摩爾徵用了一艘當地帆船，並替換了桅杆帆布，同時俘用其領航員。這使民兵商船有更多時間追擊。
團結號的民兵推舉了耶利米·奧拜恩（Jeremiah O'Brien）為指揮官，與法爾茅斯運輸號一同追擊。團結號因航速較高，而率先追上瑪嘉烈號。瑪嘉烈號雖以艦炮攻擊，但未有擊中。不久團結號撞上瑪嘉烈號舷側，派軍登艦攻擊；而法爾茅斯運輸號則在稍後從另一邊追上。兩面夾擊之下，瑪嘉烈號向民兵投降，摩爾因受致命傷而在次日死亡。

## 戰後
海戰結束後，馬柴厄斯市民恐於英軍派兵報復，即時向麻薩諸塞地區議會求援，而奧拜恩也將一艘俘獲船艦改裝為軍艦，用作保護馬柴厄斯。奧拜恩最終憑著戰功，被第二次大陸會議收編入麻薩諸塞海軍，予以重用。在接著的獨立戰爭，馬柴厄斯海員積極協助革命民兵，成為大陸海軍的中堅分子，其軍艦於海上私掠英國船隻，使英國飽受困擾。1777年英國曾計畫派軍攻打馬柴厄斯，但在攻擊初段便因民兵抵抗而放棄。後世曾流傳馬柴厄斯在列星頓和康科德戰役後升起自由之竿，但僅為穿鑿附會。